# KOMMZ
KOMMZ ist ein Musikfestival, das seit 1975 im Nilkheimer Park bei Aschaffenburg jährlich stattfindet. Der Name leitet sich von „Kommunikationsfest“ und der Einladung „Kommts alle“ ab. Es ist eines der größten und ältesten Non-Profit-Festivals Deutschlands. Neben dem dreitägigen Musikprogramm bietet das KOMMZ auch Theater, Kabarett, ein großes Kinderprogramm und verschiedene kostenlose Kurse an.

## Geschichte
Nachdem der Sozialdemokrat Willi Reiland, welcher im Wahlkampf mit „Achtundsechziger“-Parolen um das junge Wählervolk geworben hatte, 1970 zum Oberbürgermeister von Aschaffenburg gewählt wurde, konnte das kommunale Jugendhaus der Stadt Aschaffenburg entstehen, das von den Jugendlichen in Selbstverwaltung geleitet werden sollte.
1975 wurde im Jugendhaus das erste Parkfest (12. bis 13. Juli 1975) geplant. Im Gedanken an den Putsch in Chile 1973 organisierte das Chilekomitee die kulturellen und politischen Inhalte der Veranstaltung. Das Stadtjugendamt finanzierte einen Teil der Veranstaltung und stellte den Nilkheimer Park zur Verfügung, alles unter der Bedingung, Auflagen im Sinne von Recht und Gesetz zu erfüllen. Durch dieses erste Parkfest kristallisierte sich im kommunalen Jugendhaus die KOMMZ-Gruppe heraus. Verantwortlich war zu Beginn die Abteilung Jugendpflegemaßnahmen des Stadtjugendamtes Aschaffenburg. Unter der Trägerschaft des Stadtjugendamtes veranstalteten die KOMMZ-Gruppenmitglieder auch 1976 und 1977 wieder ein Parkfest, das KOMMZ.
Im Frühjahr 1978 hatte die Stadt Aschaffenburg nach internen politischen Querelen das kommunale Jugendhaus geschlossen. Das Jugendamt lehnte die Ausrichtung des Festivals ab und entzog der KOMMZ-Gruppe die finanziellen Mittel, obwohl die Vorbereitungen schon auf Hochtouren liefen und Verträge mit Musikgruppen bereits abgeschlossen waren. Eine Handvoll KOMMZler brachte, trotz fast unüberwindbarer Auflagen von Seiten des Ordnungsamts und der Polizei – noch bis eine Woche vor Beginn – auch das vierte KOMMZ zum Leben, das erste freie und unabhängige KOMMZ.

## Das KOMMZ heute

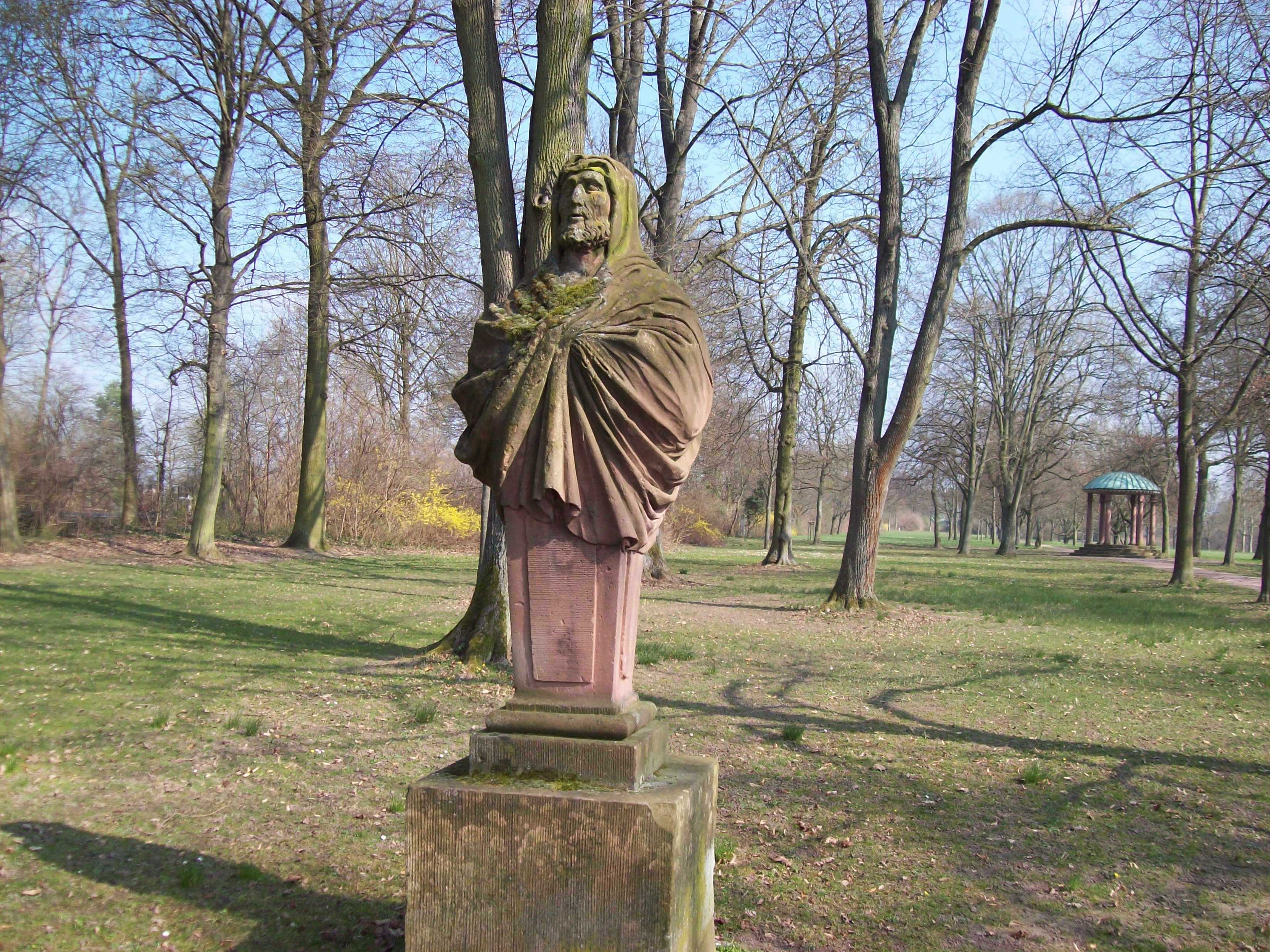
Kommz-Gelände

Das KOMMZ findet einmal im Jahr im Nilkheimer Park bei Aschaffenburg, statt. Im Gegensatz zu konsumorientierten Veranstaltungen stand und steht beim KOMMZ Kommunikation und Miteinander im Vordergrund. Kommerzielle Anbieter haben keine Chance. Zugeständnisse werden in dieser Hinsicht lediglich an das kulturelle Angebot in Form eines ausgereiften Musikprogramms und mittlerweile beispielhaften Kinder-Programms gemacht. Ein großer Teil der ehrenamtlich erwirtschafteten Einnahmen fließen verschiedenen sozialen Institutionen und Hilfsorganisationen zu.
Auf Grund der Müllproblematik ist es seit dem Kommz 2008 nicht mehr gestattet, das Festivalgelände mit Glasflaschen jeglicher Art zu betreten. Die Veranstalter erhoffen sich hierdurch ein sinkendes Müllaufkommen und weniger Glasscherben auf dem Gelände.
Durch die seither stattfindende Aufklärung zum Thema Müll, sowie aktive und direkte Kommunikation mit den Besuchern, konnte die Müllsituation deutlich entspannt werden.

## Auftretende
Die Musik auf dem KOMMZ zeichnete sich vor allem dadurch aus, dass neben Bands der bundesweiten Alternativszene auch viele Weltmusik- und Reggaebands im Nilkheimer Park auftraten. So spielte 1994 mit Cobra die erste chinesische Frauenrockband auf dem KOMMZ. Auch Kabarettgrößen wie Die 3 Tornados, Sissy Perlinger, Volker Pispers und Urban Priol feierten hier große Erfolge – für Urban Priol war der Auftritt 1992 vor fast 2000 Besuchern der erste große Soloauftritt.
- Es traten bis 2003 u. a. auf: Sparifankal (1976), Missus Beastly (1977, 1978), Die 3 Tornados (1978), Real AX Band (1978), Sybenwurtz (1978, 1980), Schulp (1979), Teller Bunte Knete (1979), Schroeder Roadshow (1979), Funkenflug (1981), Munju (1982), Inga Rumpf & Wilde Ehe (1983), Volker Pispers (1987), Madam I’m Adam (1987), Kraan (1989), Mohamed Mounir (1989), Sissy Perlinger Skandal (1988), Anitas Livs (1990), Revelation Time (1991), Chaostheater Oropax (1992), Throw That Beat in the Garbagecan (1992), Urban Priol (1992 bis 1994), Ganz Schön Feist (1993), Heiter Bis Wolkig (1993), Frankfurter Kurorchester (1993), Advanced Chemistry (1994), Cobra (1994), Anarchist Academy (1995), Jamaica Papa Curvin (1995), Flowerpornoes (1996), Absolute Beginner (1997), Andreas Giebel (1997), Terry Lee Hale (1998), Eins Zwo (1999), Fanfare Ciocărlia (2000), Queens of Spleens (2000), Les Babacools (2001).

- 2003: Sbasstic, Sky Juice, Iridium, Payola, Babylon Circus, Colour Haze, Spaceport Orkestra Of Benares, Cool Ade Acid Test, Mardi Gras.bb, Jerobeam, Peter Linhart, Reaktor, Power-Percussion, Sabrina Barleben + Band
- 2004: Analogue Disaster, Ferry to Frontier, Out of Square, Exilia, Mill (Band), Hotel Ost, Leopold Kraus Wellenkapelle, Ernie’s Tale, Sambodromo, Sonnyboy, Tony Bulluck, Tanzkinder, The Grandmothers, Naked Raven
- 2005: October, Emotion Elevator, If, Flyswatter, Der Fall Böse, Gabriel Gordon, JaKönigJa, Aeroclub, Dr. Ring-Ding & The Sharp Axe Band, James Kakande and the boys with the toys, Nashi Young Cho & Soul Palace, Tiger Tunes, King Kora, Mark Gillespie & Band
- 2006: Sox in the box, Chase the horizon, Tequila Terminators, Spittin’ Vicars, Woody, Hesslers, Rico Loop, Markus Vollmer & Band, Johnny Liebling, Lazuli, Concrete Jungle, Ohrbooten, Blechforest Steelorchester, John Q irritated, Berim Brown
- 2007: Vetoe, The Fountains, Big Deal, The Audience, Chikinki, Spaceship Bismarck, Missouri, Rich Nice & Fabulous Meets The Flying Bingo Wings, The Capones, Mini Moustache, Pinocchio Theory, Bernadette La Hengst, The Broken Beats, Siva
- 2008: Set Alight, Fitzcarraldo, The Rain, EL*KE, Trashmonkeys, King Automatic, Pornophonique, Dos Hermanos, Hoo Doo Girl, Karamelo Santo, Toni-L & Safarisounds, Fifty Fingers, Reverend’s Revenge, Schulz, I might be wrong, March Mellows Street Band, Crazy Chong u. a.
- 2009: Crooked Shoes, So Far Away, Elder Stream, BEAT!BEAT!BEAT!, The Robocop Kraus, Urlaub in Polen, Dr. Blut, G.Rag Y Los Hermanos Patchekos, Redondo Beat, Vincent Van Go Go, Dr. Woggle & The Radio, Äl Jawala, Jazz Against The Machine, Wüst + Band, The Great Bertholinis, Götz Widmann u. a.
- 2010: Orange Amber, Hausnorris, Illectronic Rock, Orcus Chylde, Radaid, Daniel Kahn & The Painted Bird, Die Zukunft, Cellar d’or, The Antwerp Gipsy-Ska-Orkestra, Wedding Allstars, Elephant in the Room, The Dead Brothers, Jashgawronsky Brothers, Buena Electronica, Daniele MessyBoyZonza from Barcelona, Se-Ro, Smörebröd, Disco-Box Achim 1000, Kaleb Beats, Milkplus, Procacci u. a.
- 2011: Wohnraumhelden, Markus Rill, Selassikai, Testsieger, Hot Club St. Pauli, Karo, Berlin Boom Orchestra, Le Gros Tube, Bauchklang, Geraldino & Die Plomster, Monobo Son, Los Dos y Compañeros feat. Luis Frank Arias, The Miserable Rich u. a.
- 2012: Misteur Valaire, Les Yeux d’la tête, Ganes, Rainer von Vielen, Orange, Die Kummerbuben, Brian Lopez u. a.
- 2014: La Caravane Passee, Doctor Krápula, Kraan, Café del Mundo, Tamikrest, La Fanare en Petard u. a.
- 2015: Dirty Honkers, Siena Root, Santo Manchango, Café del Mundo, Gabby Young u. a.
- 2016: Wild Rumble, Vanilla Junction, Mergers, Erwin & Edwin, Sweet Life Society, Dub Spencer & Trance Hill, La P'tite Fumée, Bombino, Baby Woodrose, Vvlva, Wight, Useless Eaters, KUF, Yuven, Phil Simon & Terence, KOMMZ Jazz All Stars, Geraldino & Die Plomster, Kepa Junkera, Dawanggang, Attentat Fanfare, u. a.
- 2017: Steinregen Dubsystem, Mr Dero & Klumzy Tung, Gemma Ray, Sven Garrecht & Band, Sentilo Sono, Velo De Oza, Wallis Bird, Wucan, Yarah & The Love Movement Band, Modern String Quartet, Patrick Kabré & Panataleeroo, Strandvilla u. a.
- 2018: The Hoods, Tim Ahmed, Shanti Powa, Giant Rooks, 47Soul, Karikatura, Shishko Disco, Ooz Band, Mop Mop, Schnipo Schranke, Kolektif Istanbul, Griot Blues, u. a.
- 2019: Bad Nerves, Rikas, The Magic Mumble Jumble, Oum Shatt, De Wolff, Voodoo Jürgens, Les Manos de Filippi, The Holy, The Turbans, Rayannah, u. a.